# Enrique Iglesias
Enrique Miguel Iglesias Preysler (født 8. maj 1975 i Madrid) er en spansk sanger. Han debuterede i 1996 med albummet Enrique Iglesias. Han er søn af sangeren Julio Iglesias.
Enrique Iglesias er kendt som en af verdens bedst sælgende kunstnere inden for kategorien latino pop. De største hitsingler, han har udgivet, er "Bailamos", "Be With You", "Rhythm Divine", "Hero", "Not In Love", "Escape", "Addicted" og "Dimelo" (engelsk: Do You Know?).
Han har i årenes løb vundet et stort antal musikpriser.
Iglesias har udgivet album på både spansk og engelsk, indtil videre tre på engelsk og fire på spansk. Han har solgt over 55 millioner album over hele verden. Hans album Insomniac blev udgivet på engelsk den 12. juni 2007.
I 2003 blev han Pepsis nye ansigt udadtil.

## Gæsteoptrædener på TV
Enrique Iglesias har haft en lille rolle i filmen Once Upon a Time in Mexico med Robert Rodriguez som instruktør og Antonio Banderas i hovedrollen samt en gæsterolle i serien Two and a Half Men i 2005. I 2008 spillede han Gael i to afsnit af How I Met Your Mother.

## Privat
I 2001 startede Iglesias et forhold med den russiske tennisspiller
Anna Kournikova. De gik fra hinanden i oktober 2013, men genoptog siden forholdet. Parret bor i Miami og fik tvillingerne Nicholas og Lucy lørdag den 16. december 2017 på South Miami Hospital. Parret udvidede familien med endnu en datter den 30. januar 2020.

## Diskografi

### Studiealbum
- 1996: Enrique Iglesias
- 1997: Vivir
- 1998: Cosas del Amor
- 1999: Enrique
- 2001: Escape
- 2002: Quizás
- 2003: 7
- 2007: Insomniac
- 2010: Euphoria
- 2014: Sex and Love
- 2021: Final Vol.1
- 2024: Final Vol.2

### Opsamlingsalbum
- 2008: Greatest hits 95/08 Exitos, med "Can You Hear Me?" og "I Miss You" og to nye sange: "Away" og "Taking Back my Love".